# Hendricks (Minnesota)
Hendricks es una ciudad ubicada en el condado de Lincoln en el estado estadounidense de Minnesota. En el Censo de 2010 tenía una población de 713 habitantes y una densidad poblacional de 283,22 personas por km².

## Geografía
Hendricks se encuentra ubicada en las coordenadas 44°30′31″N 96°25′35″O / 44.50861, -96.42639. Según la Oficina del Censo de los Estados Unidos, Hendricks tiene una superficie total de 2.52 km², de la cual 2.48 km² corresponden a tierra firme y (1.54%) 0.04 km² es agua.

## Demografía
Según el censo de 2010, había 713 personas residiendo en Hendricks. La densidad de población era de 283,22 hab./km². De los 713 habitantes, Hendricks estaba compuesto por el 99.3% blancos, el 0.14% eran afroamericanos, el 0.28% eran amerindios, el 0% eran asiáticos, el 0% eran isleños del Pacífico, el 0% eran de otras razas y el 0.28% pertenecían a dos o más razas. Del total de la población el 1.12% eran hispanos o latinos de cualquier raza.